# Himertosoma stramineum
Himertosoma stramineum là một loài tò vò trong họ Ichneumonidae.